# Sherlock, jr.
Sherlock, jr. ist eine US-amerikanische Stummfilmkomödie von und mit Buster Keaton aus dem Jahr 1924. Der kürzeste Langfilm Keatons gilt zugleich als ein Höhepunkt in seinem Schaffen. Viele Filmkritiker zählen den Film zu den bisher besten Komödien.

## Handlung
Der einfache Filmvorführer Buster lebt in einer beschaulichen Kleinstadt und liebt ein Mädchen aus der Nachbarschaft, hat jedoch auch einen hinterhältigen, körperlich überlegenen Nebenbuhler. Der Nebenbuhler stiehlt die Uhr des Vaters des Mädchens und macht dem Mädchen mit dem daraus gewonnenen Geld ein Geschenk, anschließend schiebt er Buster den Diebstahl in die Schuhe. Buster wird vom Vater des Mädchens des Hauses verwiesen, das Mädchen wendet sich anscheinend von ihm ab. Buster, der gerne ein großer Detektiv wäre und Bücher darüber liest, hat den Nebenbuhler im Verdacht und will ihn überführen, was ihm aber nicht gelingt. Während einer Filmvorführung schläft er ein und steigt in seinem Traum in den vorgeführten Film ein, wobei er die Rolle des berühmten Meisterdetektives „Sherlock Jr.“ übernimmt.
Das Mädchen und ihr Vater sind nun in seinem Traum Millionäre in einer Großstadt, deren Tresor vom ebenfalls vorkommenden Nebenbuhler ausgeraubt wurde. Der Nebenbuhler macht auch im Traum dem Mädchen Avancen und versucht Sherlock Jr. durch explodierende Billardkugeln und andere Tricks zu ermorden. Sherlock Jr. kann geschickt alle Attentate auf sich vereiteln und holt zum Gegenschlag aus. Er verfolgt den Rivalen, entdeckt ihn mit seinen Komplizen und kann mit der wertvollen Kette des Mädchens flüchten. Doch das Mädchen wurde inzwischen vom Butler der Familie, dem Komplizen des Nebenbuhlers (außerhalb des Traumes ein Knecht der Familie des Mädchens) in eine kleine Holzhütte außerhalb der Stadt entführt. Mithilfe seines Assistenten Gillette (im wahren Leben der Kinomanager) kann Sherlock jr. auf einem Motorrad eine turbulente Verfolgung aufnehmen und das Mädchen so aus der Hand der Entführer befreien. Die Verbrecher werden von Buster durch eine der explodierenden Billardkugeln endgültig besiegt. So gewinnt er auch das geliebte Mädchen für sich.
Als Buster wieder aus dem Traum erwacht, ist er zunächst wieder in der tristen Realität. Die Geliebte hat sich jedoch inzwischen beim Pfandleiher erkundigt und konnte so den wahren Dieb der Uhr entlarven. Sie entschuldigt sich bei Buster und teilt ihm mit, dass er wieder in ihrem Hause erwünscht sei. Buster sieht unterdessen, wie der Held auf der Kinoleinwand den Fall ebenfalls gelöst hat und nun sein Mädchen schrittweise küsst. Er ahmt es dem Kinohelden nach, zumindest bis dieser am Ende mit zwei Babys auf dem Schoß und seiner Frau zu sehen ist.

## Bemerkungen

### Produktion
Der mit rund 45 Minuten kürzeste abendfüllende Film von Buster Keaton zählt zu seinen erstaunlichsten. Indem der Großteil der Handlung im Traum des Filmvorführers stattfindet, hatte Keaton die Möglichkeit, eine Fülle von „unmöglichen Gags“, Filmtricks und Stunts einzusetzen, die in einer realitätsbezogeneren Komödie, wie es etwa davor Our Hospitality gewesen ist, nur schwer Platz gefunden hätten. Aufgrund seiner cleveren Konstruktion zählt Sherlock Jr. heute bei vielen Kennern zu den besten Filmen, die je gedreht wurden. Filmkritiker schätzen ihn als ein filmisches Essay über das Wesen des Kinos. Bei seiner Premiere zeigten sich vor allem das Publikum, aber auch einige Kritiker jedoch nicht sonderlich begeistert. Wie einige Werke Keatons sei gerade dieses mehr erstaunlich als lustig. Die späte Reputation hat Sherlock Jr. mit dem bedeutend teureren The General gemein, wobei Sherlock Jr. wenigstens seine Produktionskosten einspielte.

### Tricktechnik
Als der Traum beginnt, entsteigt aus dem schlafenden Filmvorführer dessen geisterhaftes „Traum-Ich“, nimmt seinen Hut vom Haken (der reale Hut bleibt natürlich hängen) und geht in den Kinosaal. Hier wird mit vergleichsweise simpler Doppelbelichtung gearbeitet. Um vieles komplexer werden die Effekte kurz darauf: Im Traum springt Buster in die Leinwand und damit in die Szenerie des Films. In der Folge ist er gleichsam im Film gefangen, als sich in einer schier endlosen Schnittfolge die Umgebung Busters ständig ändert: Von Salon zu Eingangsportal zu Gartenanlage zu Straße zu Gebirge zu Dschungel zu Wüste etc. Dabei ist Buster stets bemüht, sich auf die plötzlich neue Situation einzustellen, doch wenn er sich auf die Gartenbank setzt, landet er unsanft auf dem Straßenpflaster, und als er von einem Felsen in der Brandung ins Meerwasser springt, findet er sich kopfüber im Schnee. Da es damals weder Rückprojektionen noch die Bluescreen-Technik gab, standen auch erfahrene Kameramänner ob der Perfektion dieser über zwei Minuten dauernden Sequenz lange vor einem Rätsel. Wie Buster Keaton erläuterte, wurde der Effekt unter anderem durch eine genaue Abmessung der Kameraentfernung und durch den Einsatz rasch entwickelter Negative der jeweils letzten Szene erreicht. Ein entwickelter Filmkader wurde in den Sucher der Kamera gesteckt, und der Kameramann konnte die genaue Haltung Buster Keatons danach ausrichten.
Viele der weiteren, höchst verblüffenden Effekte und Gags aber stammen aus dem Repertoire des Vaudeville, wo Keaton seit frühester Kindheit arbeitete. So flüchtet Buster beispielsweise vor seinen Verfolgern, indem er in einen Bauchladen springt, den sein Assistent Gillette – eine Anspielung auf den damals populären Sherlock-Holmes-Darsteller William Gillette – trägt. Oder er verkleidet sich als alte Frau, durch einen Sprung durch ein offenes Fenster, in dem das Kostüm vorbereitet war, das er sich auf diese Art überstreift.

### Stunts
Es kommt im Film zu einer Verfolgungsjagd, in der Sherlock Jr. (Buster) auf der Lenkgabel eines Motorrads sitzt, das von seinem Assistenten gefahren wird. Durch eine holprige Straßenmulde fällt der Fahrer jedoch vom Sitz und bleibt auf der Straße zurück, während Sherlock Jr. nichtsahnend weiter durch den Verkehr rast. Für den unsanften Sturz hatte Buster Keaton den Fahrer gedoubelt, während er, der vorne auf der Lenkgabel sitzen soll, von jemand anderen gedoubelt wurde.
Als ungleich gefährlicher offenbarte sich ein anderer Stunt: Keaton rettet sich vom Dach eines fahrenden Zugs, indem er sich an einen Wasserkran krallt, der sich durch das Gewicht Busters nach unten senkt. Dabei hatte Buster Keaton die Kraft des Wassers unterschätzt, von dessen Strahl er erfasst und auf die Gleise geschleudert wurde. Er klagte im Anschluss über Kopfschmerzen. Erst Jahrzehnte später sollte ein Arzt durch Röntgenaufnahmen erkennen, dass Keatons Genick angebrochen war.

## Auszeichnungen
- 1991: Aufnahme in das National Film Registry
- 2000: Platz 61 der „Besten Amerikanischen Komödien“, gewählt vom American Film Institute

## Kritiken
Obwohl der Film bei seiner Veröffentlichung kein großer finanzieller Erfolg war, wurde er bereits bei seiner Premiere ein Liebling von Kritikern. Wichtige US-Zeitungen wie die New York Times, die Los Angeles Times, die Washington Post sowie die Atlanta Constitution schrieben ausdrücklich positive Rezensionen. Heute wird der Film von Kritikern eigentlich ausschließlich positiv bewertet, die Time wählte ihn sogar in ihre Liste der besten 100 Filme aller Zeiten und schrieb:

„Der tadellose Komiker führt selbst für sich Regie in einer tadellosen Stummfilm-Komödie. […] Ist das, wie einige Kritiker argumentierten, ein Beispiel für den primitiven amerikanischen Surrealismus? Sicher. Aber werden wir nicht ausgefallen darüber. Es ist vielmehr ein großartiges Beispiel des amerikanischen Minimalismus – einfache Objekte und Bewegungen, manipuliert in lässigen, komplexen Wegen, um einen ständig steigenden Sturm an Gelächter zu erzeugen. Die ganze Sache ist nur 45 Minuten lang, keine Sekunde davon ist verschwendet. In einer Zeit, wo die meisten Komödien komplett aufgeblasen ohne jeden Treffer sind, ist das eine der schätzbarsten Tugenden.“

„Keatons originellste und spektakulärste Stummfilmkomödie, zugleich eine der gelungensten Auseinandersetzungen des Mediums Film mit sich selbst. Sehr dicht und fesselnd inszeniert, mit vielen amüsanten Einfällen und einer heiter-phantastischen Atmosphäre.“

„Keaton erreichte seinen Höhepunkt mit dieser brillanten und urkomischen Geschichte eines unglückseligen Filmvorführers […] Eine grandiose Studie über Film und Fantasie, die ohne Frage zahllose Filmemacher wie Woody Allen, Jacques Rivette und sogar Luis Buñuel beeinflusste. (Wertung: vier von vier Sternen)“